# Mohammad Hussein Fadlallah
Mohammad Hussein Fadlallah (Arabisch: محمد حسين فضل الله) (Najaf (Irak), 16 november 1935 – Beiroet, 4 juli 2010) was een Libanees sjiitisch leider. Hij werd beschouwd als de geestelijke leider van de Hezbollah.
Hij werd geboren in Irak, maar verhuisde in 1953 naar Libanon. Daar doceerde hij en schreef hij talrijke boeken, stichtte verschillende religieuze scholen en was de oprichter van de vereniging Mabarrat. Met deze vereniging opende hij vele openbare bibliotheken, een cultureel centrum voor vrouwen en een ziekenhuis. Tijdens de Libanese Burgeroorlog werd hij ontvoerd door een christelijke militie en werd hij gedwongen om naar Nab'aa (een voorstad van Beiroet) te verhuizen. Hij laakte de inmenging van de Verenigde Staten en van Israël in de Libanese binnenlandse aangelegenheden en veroordeelde het imperialisme en het zionisme. Fadlallah verdedigde de Islamitische Republiek Iran en de sjiitische Islamitische bewegingen in Libanon.
In zijn preken steunde hij het gewapende verzet tegen de Israëlische bezetting van Libanon, de Westelijke Jordaanoever en de Gazastrook. Hij gold in de sjiitische Islam als een gematigd leider en verdedigde het recht van een vrouw om terug te slaan bij een mishandeling door de echtgenoot.
Fadlallah was het doelwit van diverse aanslagen, onder meer bij een autobom in de buurt van zijn woning in 1985 waarbij 83 mensen omkwamen. Wie de daders waren is nooit met zekerheid vastgesteld. Fadlallah zelf wees de vinger naar Israël en zijn interne bondgenoten, en later naar de CIA. Volgens de Amerikaanse journalist Bob Woodward zou CIA-directeur William Casey op diens sterfbed toegegeven hebben zonder medeweten van de Amerikaanse regering het initiatief te hebben genomen tot de aanslag, en dat hij deze door Saoedi-Arabië had laten financieren.